# Antonio Maria Ferri
Antonio Maria Ferri (* 31. März 1651 in Florenz; † 24. Januar 1716 ebendort) war ein italienischer Architekt.

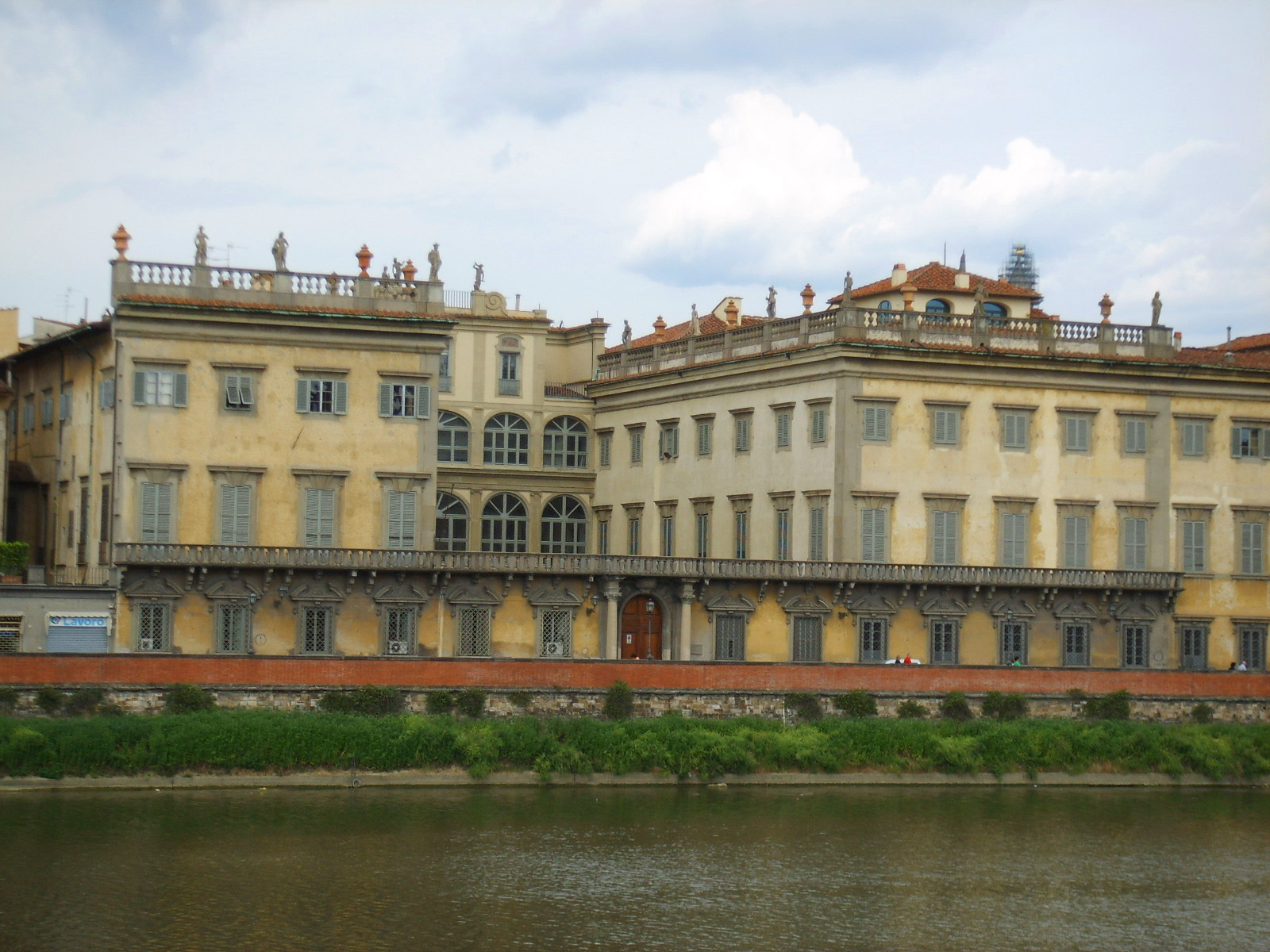
Palazzo Corsini, Florenz

## Leben
Ferri wurde als Assistent von berühmten Florentiner Architekten wie Ferdinando Tacca, Pier Francesco Silvani und Giulio Cerutti ausgebildet. Sein Architekturstil neigt dazu, die klassischen Lehren des florentinischen Manierismus mit der Sprache Borrominis und dem strengen römischen Stil von Carlo und Francesco Fontana zu verschmelzen.
Ab seinem 25. Lebensjahr entwarf Antonio Ferri zahlreiche Grabstätten, die von den Themen Tod und Erinnerung beeinflusst waren und sich in der Toskana zwischen dem 17. und 18. Jahrhundert in Form von Grabmälern verbreitete und mit denen er in der Basilika von San Lorenzo zu experimentieren begann.
Er war auch in Rom tätig, schuf aber seine wichtigsten Werke in Florenz und wurde Hofarchitekt des Großherzogs Cosimo III. Antonio Ferri und andere Architekten seines Vertrauens wurden von ihm in die meisten der von den Erdbeben am Ende des Jahrhunderts betroffenen Gebiete des Großherzogtums entsandt. Der Architekt fertigte zahlreiche Gutachten und Zeichnungen über den Zustand der Festungsanlagen der Medici an. Von ihm stammt auch der Entwurf für das Theater der Villa Medici von Pratolino.
Ende des 17. Jahrhunderts schuf Antonio Maria Ferri in mehreren Florentiner Palazzi an wichtigen Knotenpunkten der Stadt monumentale Treppenhäuser. Diese Treppen befinden sich in vier Palästen: Palazzo Franceschi-Dragomanni, Palazzo Corsini al Parione, Palazzo Panciatichi, Palazzo de’ Visacci und in der Villa Feroni in Bellavista. Diese Entwürfe von Treppen für den Adel reihen sich in den Kontext der architektonischen Gestaltung von monumentalen Treppen der damaligen Zeit ein.
Der Architekt realisierte auch die Zusammenlegung zweier florentinischer Palazzi, von denen der eine der Familie Orlandini und der andere der Familie Gondi gehörte und später Palazzo Orlandini del Beccuto genannt wurde. Diese Arbeiten waren Teil einer Bautätigkeit, die bereits im 16. und 17. Jahrhundert in Florenz zu beobachten war, als mehrere kleinere Paläste zu einem Hauptgebäude verbunden wurden. Der Architekt führte auch die Arbeiten an der Kuppel der Kirche San Frediano in Cestello und an der Kirche Santissimo Crocifisso in San Miniato aus.
Erwähnenswert sind auch die Restaurierungsarbeiten an der Villa Medici von Lappeggi, die Erweiterung des Palazzo Gondi (Piazza San Firenze) (mit dem wertvollen Alkoven), die Arbeiten am Palazzo della Gherardesca, die Arbeiten am Kloster der Madonna della Pace in Montespertoli, die Arbeiten an der Fortezza da Basso in Florenz und die Arbeiten zur Erweiterung des Madonnaheiligtums und des Franziskanerklosters in San Romano in Garfagnana (Lucca), Innenrenovierung der Kirche Santi Jacopo e Lucia, heute San Domenico, in San Miniato al Tedesco (Provinz Pisa), Arbeiten an der Kirche Santa Maria della Disciplina bei Galluzzo, Arbeiten am Krankenhaus Santa Maria Nuova und an der neuen Tribüne für die Kirche Santa Maria Assunta in Bientina (Pisa), Restaurierungsarbeiten an der (heute nicht mehr existierenden) Klosterkirche San Vincenzo Ferreri, bekannt als „di Annalena“ (Via Santa Maria in Florenz). Antonio Ferri entwarf auch das Kloster Santa Maria della Pietà in Prato, führte Sanierungsarbeiten an der Hauptkapelle von Santa Maria Maggiore (Via de’ Cerretani) und Erweiterungs- und Renovierungsarbeiten an der Villa di Gricigliano (Pontassieve) durch.
Er zeichnete sich auch durch das Verfassen einer bekannten Abhandlung mit dem Titel Pratiche di prospettiva, fortificazione, e d’artiglieria fatte per l’Accademia de Nobili eretta e protetta in Firenze dal Ser.mo Princ.pe Ferdinando di Toscana d’Antonio Ferri lettore in essa Accademia d’architettura civile e militare aus.
Die Forschung ist sich über die Datierung einiger Bauten nicht einig, wie z.B: die Dom von Pescia, die Arbeiten am Palazzo Pucci und am Torre degli Agli, die Villa des Marchese Panciatichi, die heute Villa Carobbi heißt, die Leitung der Arbeiten an der Basilica della Santissima Annunziata in Florenz, die Renovierung der Räume des Kamaldulenserklosters Santa Maria degli Angioli in Florenz (ein heute nur noch teilweise erhaltener Komplex, in der heutigen Via degli Alfani), die Arbeiten an der dem heiligen Karl Borromäus gewidmeten Kapelle in der Villa Grifoni, die Arbeiten am Chor der Kirche Santissima Annunziata der Barnabiten-Patres in Pescia.
Antonio Ferri wurde in der Basilika Santa Maria del Carmine in Florenz beigesetzt.